# ADO Den Haag
Haaglandse Football Club Alles Door Oefening Den Haag, ADO Den Haag – holenderski klub piłkarski z siedzibą w Hadze. Został założony w 1905 roku.
1 lipca 1971 został połączony z Holland Sport oraz przejściowo nosił nazwę FC Den Haag-ADO (od 1976 FC Den Haag). Pod nazwą ADO Den Haag funkcjonuje od 1996 roku.

## Sukcesy
Mimo że klub reprezentuje jedno z trzech największych miast Holandii, nie odnosił takich sukcesów jak PSV Eindhoven, czy AFC Ajax. Klub dwukrotnie zdobywał tytuł mistrza Holandii, w 1942 i 1943, oraz również dwukrotnie Puchar Holandii w 1968 i 1975 (pod nazwą FC Den Haag). Największym sukcesem w rozgrywkach europejskich było dotarcie do ćwierćfinału Pucharu Zdobywców Pucharów w 1976 roku. W sezonie 2008/2009 klub zajął czternaste miejsce w Eredivisie.
- Mistrzostwo Holandii: 1942, 1943
- Puchar Holandii: 1968, 1975

## Stadiony
Od 1905, roku powstania ADO Den Haag, klub rozgrywał swoje mecze na różnych stadionach. Dopiero w 1925 roku doczekał się swojego własnego stadionu położonego w Hadze – Zuiderpark Stadion. Stadion posiadał 11 000 miejsc siedzących. 22 kwietnia 2007 ADO Den Haag rozegrał ostatnie spotkanie na Zuiderpark Stadion.
W 2007 roku wysłużony Zuiderpark Stadion został zastąpiony przez nowoczesny Den Haag Stadion, mogący pomieścić 15 000 kibiców.

## Klubowe rekordy
- Najwyższa wygrana: EVV Eindhoven – FC Den Haag 0:8, 4 września 1982
- Najwyższa porażka:
- Najwięcej goli w meczu: FC Den Haag – NAC Breda 8:3, 20 października 1973
- Najwięcej widzów: 28.872, FC Den Haag – Feyenoord, 21 listopada 1971
- Najwięcej meczów: Aad Mansveld, 558, 1964-1982
- Najwięcej goli: Harry ven der Laan, 132, 1988-1990 i 1991-1995

## Kibice

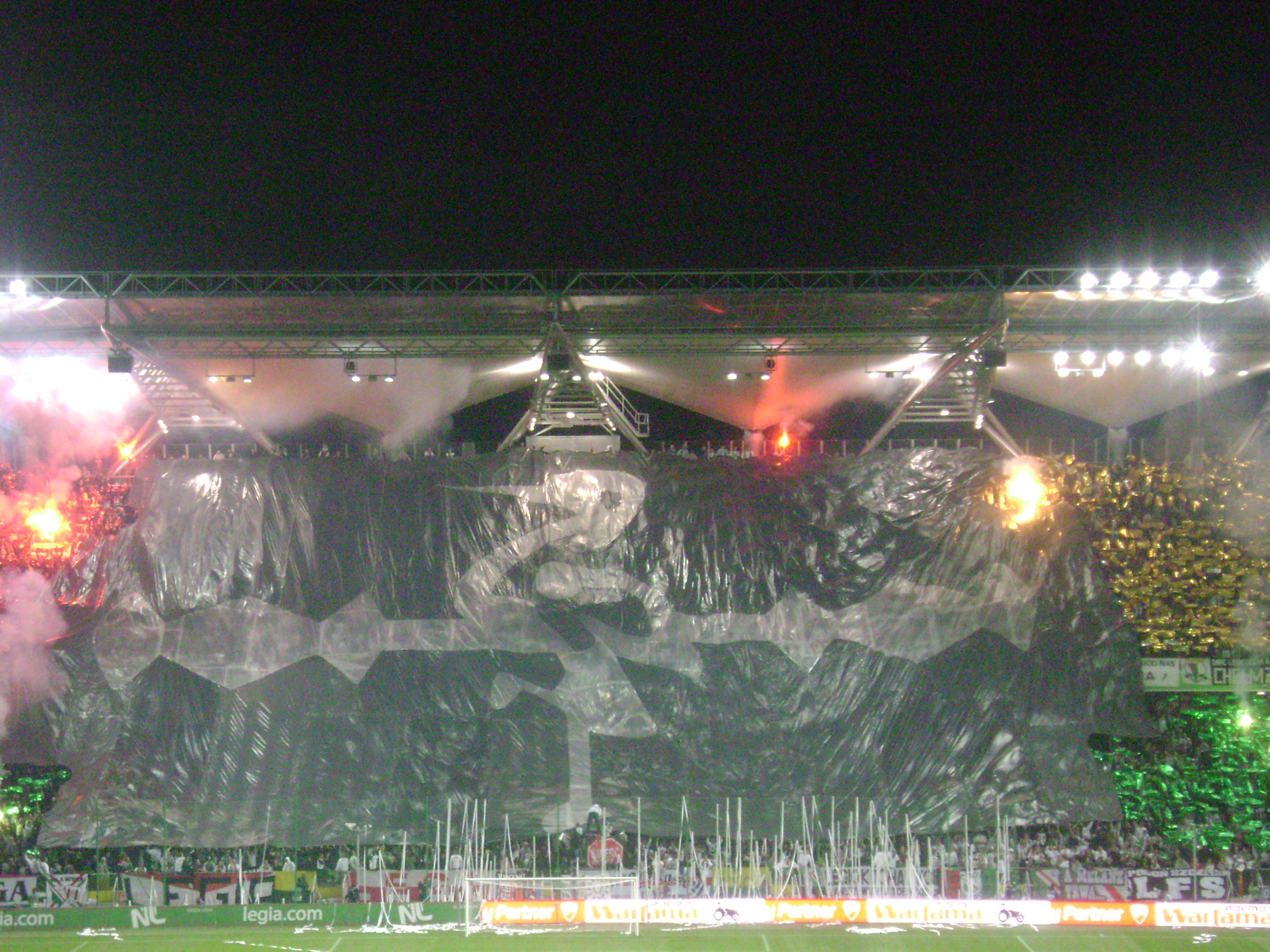
Mecz dla Wojtka Legia – Den Haag

Istnieje rywalizacja pomiędzy chuliganami klubów z trzech największych miast Holandii: ADO Den Haag, Feyenoord oraz szczególnie z kibicami Ajaksu Amsterdam. Podczas meczów często dochodzi do starć między nimi.
Kibice ADO Den Haag przyjaźnią się z kibicami Juventusu (od 1989), Legii Warszawa od 1983, Swansea City oraz Club Brugge. Drużyna złożona z sympatyków ADO Den Haag rokrocznie bierze udział w turnieju piłkarskim organizowanym w Warszawie.

### Charytatywny mecz przyjaźni Legia – ADO Den Haag
Mecz dla Wojtka. Kibice Legii i Den Haag w porozumieniu z zarządami obydwu klubów piłkarskich, zorganizowali mecz charytatywny, który odbył się 10 października 2010. Dochód z meczu przekazany został na leczenie jednego z kibiców warszawskiej drużyny. Równocześnie kluby i kibice zorganizowały aukcje, z których całość, oraz sprzedaż przedmiotów, z których część dochodów, również została przekazana dla chorego na sarkoidozę Wojtka „Legii”.

## Skład w sezonie 2014/2015
| Nr | Poz. | Piłkarz                                      |
| -- | ---- | -------------------------------------------- |
| 1  | BR   | Martin Hansen                                |
| 2  | OB   | Dion Malone                                  |
| 3  | OB   | Vito Wormgoor                                |
| 4  | OB   | Timothy Derijck                              |
| 5  | OB   | Wilfried Kanon                               |
| 6  | PO   | Thomas Kristensen                            |
| 7  | PO   | Kevin Jansen                                 |
| 8  | OB   | Aaron Meijers                                |
| 9  | NA   | Mike van Duinen                              |
| 10 | PO   | Mathias Gehrt                                |
| 11 | NA   | Wilson Eduardo (wypożyczony ze Sportingu CP) |
| 17 | PO   | Danny Bakker                                 |
| 18 | BR   | Tim Coremans                                 |
| 19 | NA   | Mitchell Schet                               |
| 21 | NA   | Ołeksandr Jakowenko                          |

| Nr | Poz. | Piłkarz                 |
| -- | ---- | ----------------------- |
| 22 | BR   | Robert Zwinkels         |
| 23 | PO   | Roland Alberg (kapitan) |
| 24 | BR   | Rody de Boer            |
| 25 | PO   | Mitchell de Vlugt       |
| 26 | NA   | Xander Houtkoop         |
| 27 | OB   | Richelo Fecunda         |
| 28 | OB   | Tyronne Ebuehi          |
| 29 | NA   | Michiel Kramer          |
| 30 | PO   | Segun Owobowale         |
| 31 | PO   | Hector Hevel            |
| 32 | PO   | Guy Smith               |
| 33 | NA   | Gervane Kastaneer       |
| 37 | PO   | Papito Merencia         |
| 51 | OB   | Gianni Zuiverloon       |

## Europejskie puchary
Legenda do wszystkich tabel:
- Q – runda eliminacyjna, 1/16, 1/8, 1/4, 1/2 – odpowiednia faza rozgrywek, Grupa – runda grupowa, 1r gr – pierwsza runda grupowa, 2r gr – druga runda grupowa, F – finał, R – runda, PO – play-off
- k. – rzuty karne, los. – losowanie, Dogr. – dogrywka, w. – zasada bramek strzelonych na wyjeździe

| Sezon   | Rozgrywki                 | Runda | Klub                    | Dom | Wyjazd | Ogólnie |
| ------- | ------------------------- | ----- | ----------------------- | --- | ------ | ------- |
| 1968/69 | Puchar Zdobywców Pucharów | 1R    | Grazer AK               | 4–1 | 2–0    | 6–1     |
| 1968/69 | Puchar Zdobywców Pucharów | 1/8   | 1. FC Köln              | 0–1 | 0–3    | 0–4     |
| 1971/72 | Puchar UEFA               | 1R    | Aris Bonnevoie          | 5–0 | 2–2    | 7–2     |
| 1971/72 | Puchar UEFA               | 2R    | Wolverhampton Wanderers | 1–3 | 0–4    | 1–7     |
| 1972/73 | Puchar Zdobywców Pucharów | 1R    | Spartak Moskwa          | 0–0 | 0–1    | 0–1     |
| 1975/76 | Puchar Zdobywców Pucharów | 1R    | Vejle BK                | 2–0 | 2–0    | 4–0     |
| 1975/76 | Puchar Zdobywców Pucharów | 1/8   | RC Lens                 | 3–2 | 3–1    | 6–3     |
| 1975/76 | Puchar Zdobywców Pucharów | 1/4   | West Ham United         | 4–2 | 1–3    | 5–5, w. |
| 1987/88 | Puchar Zdobywców Pucharów | 1R    | Újpest Dósza            | 3–1 | 0–1    | 3–2     |
| 1987/88 | Puchar Zdobywców Pucharów | 1/8   | BSC Young Boys          | 2–1 | 0–1    | 2–2, w. |
| 2011/12 | Liga Europy               | 2Q    | Tauras Taurogi          | 2–0 | 3–2    | 5–2     |
| 2011/12 | Liga Europy               | 3Q    | Omonia Nikozja          | 1–0 | 0–3    | 1–3     |